# Descent Imager/Spectral Radiometer
Pour les articles homonymes, voir DISR.

Vue d'artiste de l'insertion de la sonde Cassini-Huygens dans l'orbite de Saturne.

Le Descent Imager/Spectral Radiometer (DISR) est un imageur et un radiomètre spectral. Seul instrument optique de la sonde spatiale Huygens, il a la tâche de prendre les seules images précises du système saturnien. Il est composé de photomètres ultra-violets, d'un appareil-photo solaire à quatre canaux, de spectromètres ordinaires et infrarouges, d'une lampe extérieure de 20 watts, d'un capteur solaire et d'un système de formation image en relief composé lui-même de trois caméras.
Cet ensemble est chargé de prendre des images au cours de la descente mais aussi au sol. L'imageur prend donc des images mais également des mesures spectrales : 100 mètres avant l'impact au sol, l'instrument acquiert les spectres de la matière émis depuis la surface.
Le système de formation d'images dispose de trois résolutions (haute, moyenne et basse). Les images de chacune des trois caméras sont combinées dans un « triplet ». À leur tour, les triplets sont combinés avec d'autres triplets pour créer des mosaïques, ou vues panoramiques, de la surface.
Avant d'être lancé, le système de formation d'images a été examiné dans « une tour de feu » dans les montagnes de Santa Catalina au nord de Tucson. Les mosaïques créées lors de ces essais ont donné aux chercheurs une bonne évaluation de la façon dont l'appareil-photo devrait fonctionner pendant la descente vers Titan et les ont ensuite aidés à interpréter les images émises par le DISR.

## Équipe de gestion
- Martin G. Tomasko, chercheur responsable
- Bashar Rizk, co-investigateur
- Peter Smith, co-investigateur
- Lyn Doose, co-investigateur
- Andrew M. Eibl, analyste système
- Mike Bushroe, ingénieur cadre senior
- Laura Ellen Dafoe, ingénieur cadre
- Steffi Engel, scientifique associé
- Lisa McFarlane, scientifique associée
- Charles See, ingénieur cadre
- G. Mike Prout, coordonnateur administratif

## Le DISR lors de la descente vers Titan
À environ 120 kilomètres d'altitude, Huygens largue son parachute principal (hypersonique) et déploie un petit parachute de 3 mètres de diamètre pour le reste de la descente. Les instruments continueront de prendre des données pour encore deux heures et demie.
Le DISR émerge de l'épaisse couche de brume de Titan à 70 kilomètres au-dessus de la surface pour des vues dégagées vers le sol. La sonde frappe la couche la plus froide de l'atmosphère, la tropopause ; à environ 45 kilomètres, la température est de 200 °C.
Les trois caméras du DISR prennent plus de 750 images, ou plutôt 250 « images de triplets », alors que la sonde se déplace en spirales vers la surface du satellite. Ces images seront fusionnées (sous diverses résolutions) en vingt vues panoramiques de Titan et de son horizon.
À une altitude de 20 kilomètres, toutes les données du DISR sont de nouveau transmises à la sonde spatiale Cassini (afin qu'elles ne soient pas perdues en cas d'impact trop brutal).
À 10  et   5 kilomètres, le DISR enregistre les spectres émis depuis la surface de Titan. L'équipe doit alors créer une carte spectrale pour étalonner les couleurs en fonction de la composition du milieu extérieur.
À  700 mètres au-dessus de la surface, une lampe de 20 watts alimentée par le DISR supplée à la trop faible lumière solaire filtrée par l'atmosphère méthanienne de Titan.
La sonde a assez de puissance dans ses batteries pour que les instruments continuent de prendre des données pendant plus de 30 minutes sur la surface de Titan. Pour Tomasko, l'impact de l'atterrissage revient à « lancer une bicyclette, en forte pente, contre un mur de brique… ». Cassini recevra encore les données au sol de Huygens pendant dix minutes après sa disparition au-delà de l'horizon de Titan.
Le premier ensemble de données a été transmis le vendredi 14 janvier 2005 à 20h, heure d'Europe centrale.
Bashar Rizk a pu produire le premier panorama et même un film de la descente dans les premières heures du 15 janvier. Simultanément, Martin Tomasko et ses collègues analysent les données reçues sur les particules atmosphériques pour un premier rapport préliminaire sur l'atmosphère de Titan. Ces premiers résultats ont été donnés à une conférence de presse, à 10h du matin le 15 janvier à l'ESOC (Darmstadt, Allemagne), lieu où sont regroupés les correspondants des médias.

## La sondeCassini-Huygens
Cassini transporte Huygens, qui lui-même est composé de deux modules, l'Entry Assembly (ENA) et le Descent Module (DM). Le premier assure le transport du second depuis la séparation de Cassini jusqu'à Titan. Le Descent Module contient toute l'instrumentation scientifique ainsi que les contrôles d'orientation de la sonde.
L'instrumentation de Huygens située dans le Descent Module - concentré technologique de 318 kilogrammes - comprend six instruments scientifiques hautement performants.
Durant les deux heures et quelques de la descente vers Titan, la plus grosse lune de Saturne, ils ont étudié à la fois l'atmosphère de Titan et la nature de sa surface.